# 藤倉水源地
藤倉水源地（ふじくらすいげんち）は、秋田県秋田市にある水道取水場（貯水池、ダムおよび沈殿池）跡で、国の重要文化財（近代化遺産）に指定されている。

## 沿革
秋田市を流れる旭川の上流に位置する。秋田市方面への上水道と防火用水確保のため、1903年（明治36年）8月に南秋田郡旭川村山内にて藤倉ダムの建設計画が決定し、同年10月より建設工事に着手、1907年（明治40年）10月1日に秋田市手形上丁（現在の千秋北の丸）の大木屋浄水場へ給水が開始された。その後水害が相次いだことから、ダムなどの設計を一部変更したうえで、1911年（明治44年）8月15日にあらためて完成した。
1973年（昭和48年）9月、上水道源の雄物川への完全切り替えに伴い、取水を停止。大木屋浄水場も廃止された。
1985年（昭和60年）5月、近代水道百選（厚生省企画・日本水道新聞社主催）に選定。1993年（平成5年）には「藤倉水源地水道施設」の名称で国の重要文化財（近代化遺産）に指定された。これは群馬県の碓氷峠鉄道施設とともに、近代化遺産としては初の重要文化財指定事例となった。
2007年（平成19年）には沈殿池跡が公園として整備されている。
なお、秋田市の水道事業は、藤倉水源地の当初の竣工となった1907年を起源としており、秋田市上下水道局では、2007年に水道事業100周年を掲げていた。
2022年（令和4年）12月12日、 秋田県の「未来に伝えたい秋田のインフラ50選」に藤倉水源地水道施設（水道）が選出された。

## 指定文化財の概要
本堰堤（ダム）、副堰堤、放水路、鉄トラス橋、送水管、沈殿池（現在は埋め立て）などの構造物と、これらを含む土地（貯水池含む）が「藤倉水源地水道施設」として一括で重要文化財に指定されている。
本堰堤は重力式コンクリートダムであり、貯水池の水が常時一定量流れる越流式である。現在は取水を中止しているが、明治時代の水道施設全体が良好に保存されており、日本土木史上価値が高い。